# Coglians
El mont Coglians (en furlà, Coliàns; en alemany, Hohe Warte) és una muntanya de 2.780 m, fet que la converteix en el cim més alt de la serralada dels Alps Càrnics i de la regió de Friül-Venècia Júlia, Itàlia). Es troba a la frontera entre Itàlia (concretament, la província d'Udine) i Àustria (Carintia). Està situada al municipi de Forni Avoltri (Udine), i queda a l'oest del pas de Monte Croce Carnico (Plöckenpass).
Forma part del grup Coglians-Mooskofel i s'hi arriba a través de dues vies: des del refugi Giovanni e Olinto Marinelli, cal al sud, o amb la via ferrata del vessant nord. El Coglians, com tots els cims que pertanyen a la serralada, es caracteritza per intensos fenòmens kàrstics; la gruta més profunda fins ara explorada és l'Abisso Marinelli.

## Classificació
Segons la SOIUSA, la classificació del Mont Sernio és la següent:
- Gran part: Alps orientals
- Gran sector: Alps del sud-est
- Secció: Alps Càrnics i del Gail
- Subsecció: Alps Càrnics
- Supergrup: Cadena Cavallino-Peralba-Coglians
- Grup: Grup de Coglians-Mooskofel
- Subgrup: Massís del Coglians
- Codi: II/C-33.I-A.4.a